# Mamey la Mar
Mamey la Mar es una congregación del municipio de Tamalín, ubicado en la región de la huasteca alta del estado mexicano de Veracruz.

## Geografía
La localidad se ubica a 26.3 kilómetros (en dirección sudeste) de la localidad de Tamalín, la cabecera y lugar más poblado del municipio. Se sitúa en las coordenadas geográficas 21°31′11″N 97°38′51″O / 21.519722, -97.647500, a una elevación de 10 metros sobre el nivel del mar.

## Demografía
Según el Conteo de Población y Vivienda 2020, efectuado por el Instituto Nacional de Estadística y Geografía, la localidad tiene 608 habitantes, de los cuales 294 son del sexo masculino y 314 del sexo femenino. Su tasa de fecundidad es de 2.79 hijos por mujer y tiene 203 viviendas particulares habitadas.
| Gráfica de evolución demográfica de Mamey la Mar entre 1921 y 2020 |
|                                                                    |
| INEGI.                                                             |